# Castelo de Brodick

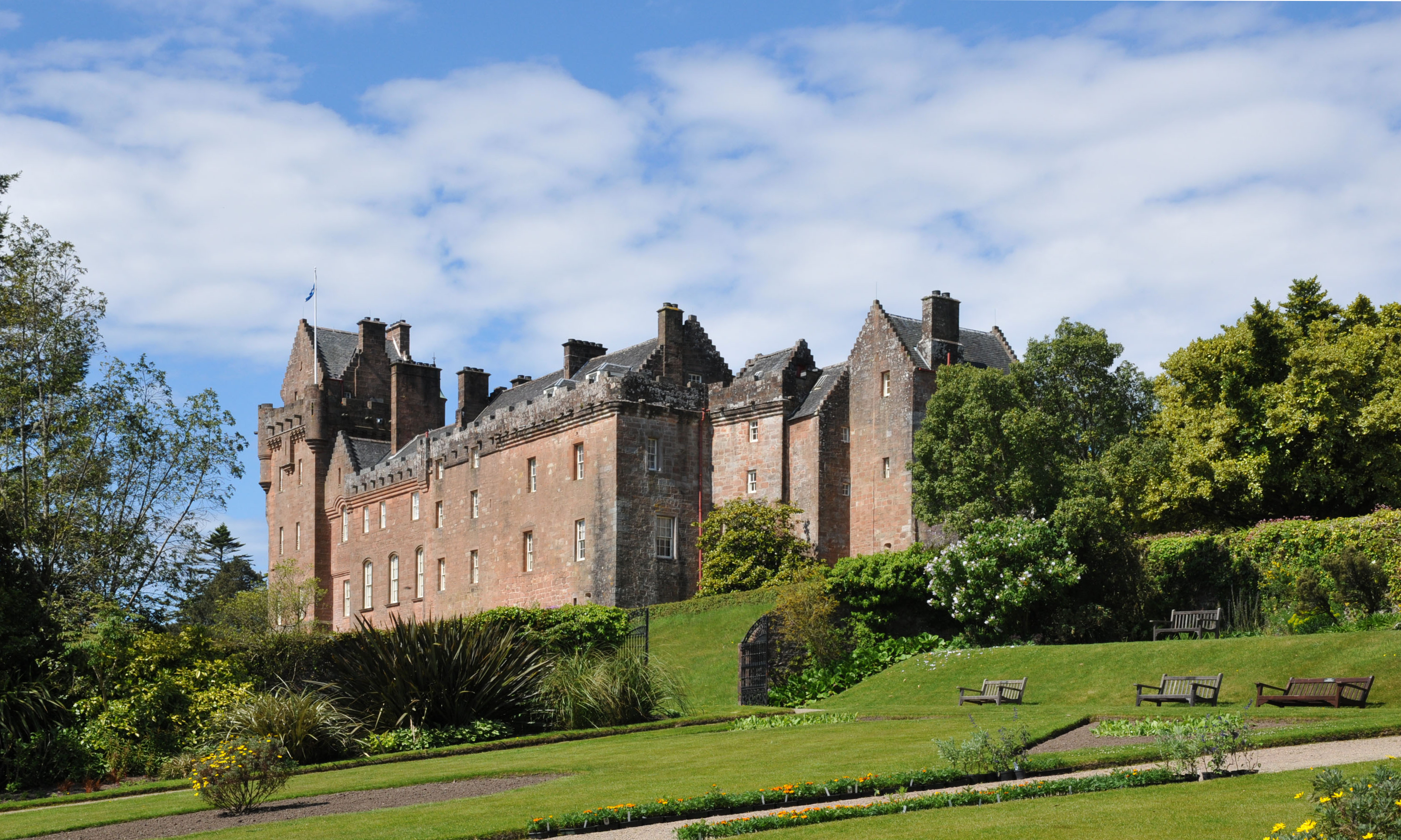
Castelo de Brodick, Escócia.

O Castelo de Brodick localiza-se próximo ao porto de Brodick, na ilha de Arran, no Fiorde de Clyde, na Escócia.
Foi residência do duque de Hamilton, mas, na atualidade pertence ao National Trust for Scotland.

## História
O local foi alegadamente um posto viquingue, mais tarde tomado pelos Lordes de Isles. Passou para a família Stewart, sendo saqueado duas vezes pelos ingleses no século XIV, queimado em 1528 nas lutas feudais entre os clãs Campbell e Maclean e novamente reformado pelo conde de Lennox.
Encontra-se classificado na categoria "A" do "listed building" desde 14 de abril de 1971.